# Parlamentswahl in Costa Rica 1974
Die Parlamentswahl in Costa Rica 1974 fand am 3. Februar 1974 statt.

## Wahlergebnis
Die Wahl zur Asamblea Legislativa de Costa Rica – die am selben Tag wie die Präsidentenwahlen stattfand – führte dazu, dass die gemäßigte reformistische Partido Liberación Nacional (PLN) ihre Mehrheit im Parlament verlor, obwohl sie ihre Position als größte Partei mit 27 Sitzen behauptete. Zu den wichtigsten politischen Gruppen der Opposition gehörten die Partido Unión Nacional (PUN), die antikommunistische Nationale Unabhängigkeitspartei (PNI) und die Demokratische Erneuerung (RD). Als eine der wichtigsten Fragen der Wahlkampagne wurde die Inflation im Land ausführlich diskutiert.
Das Oberste Wahlgericht hatte die Verwendung der Wörter „Kommunistisch“ und „Marxistisch“ während des Wahlkampfes verboten, nachdem rechte Kräfte behauptet hatten, dass solche Einflüsse in das Land eingedrungen seien. Als neuer Präsident wurde Daniel Oduber Quiros von der PLN gewählt.
- PLN: 27
- PUN: 16
- PNI: 6
- Andere: 8

| Partei                                | Sitze | Änderung |
| ------------------------------------- | ----- | -------- |
| Partido Liberación Nacional (PLN)     | 27    | −5       |
| Partido Unión Nacional (PUN)          | 16    | −6       |
| Nationale Unabhängigkeitspartei (PNI) | 6     | +6       |
| Andere                                | 8     | +5       |